# برنامج إمبيج ستريم
برنامج إمبيج ستريم (بالإنجليزية: MPEG program stream)‏ هو تنسيق لترميز وتخزين الفيديو والصوت والبيانات الإضافية في ملف واحد، ويتم استخدامه في العديد من تطبيقات الفيديو والتلفزيون الرقمي.
يتميز برنامج إمبيج ستريم بسهولة استخدامه ودعمه الواسع، حيث يمكن تشغيله على معظم مشغلات الفيديو والأجهزة الرقمية المتوفرة في السوق. ويتميز أيضاً بامتداد .mpg.
يرمز برنامج إمبيج ستريم بواسطة خوارزميات ضغط الفيديو إم بي إي جي 2 وإم بي أي جي 1، ويمكنه ترميز الفيديو بدقة عالية، مما يجعله مناسباً للتطبيقات التي تحتاج إلى جودة عالية مثل الأفلام والبرامج التلفزيونية.
عادةً ما يتم استخدام برنامج إمبيج ستريم كتنسيق لتخزين الأفلام والبرامج التلفزيونية على أقراص دي في دي، ولكنه أيضاً يمكن استخدامه في تطبيقات أخرى مثل البث الرقمي والتسجيل الرقمي وتخزين الملفات على الإنترنت.

## هيكل الترميز
يتم إنشاء تدفقات البرنامج من خلال الجمع بين واحد أو أكثر من التدفقات الأولية المعبأة (PES) ، والتي لها قاعدة زمنية مشتركة ، في دفق واحد. إنه مصمم لوسائط موثوقة بشكل معقول مثل الأقراص ، على عكس دفق نقل إمبيج المخصص لنقل البيانات الذي يحتمل فيه فقدان البيانات. تحتوي تدفقات البرامج على سجلات متغيرة الحجم والحد الأدنى من استخدام رموز البدء التي من شأنها أن تجعل استقبال الهواء صعبا ، ولكن لديها نفقات أقل. تسمح طبقة ترميز دفق البرنامج بحزم برنامج واحد فقط من واحد أو أكثر من التدفقات الأولية في دفق واحد ، على عكس دفق النقل ، الذي يسمح ببرامج متعددة.